# Marcela Riquelme
Marcela Patricia Riquelme Aliaga (Rancagua, 4 de marzo de 1973) es una abogada, activista LGTB y política chilena. Se desempeña como diputada por el distrito 15, siendo la primera persona abiertamente lesbiana en ser electa como diputada en la historia de Chile.

## Biografía
Nació en 1973, en la comuna de Rancagua. Estudió Derecho en la Universidad de Chile, titulándose en 1998. Durante el ejercicio de su profesión siempre ha destacado por la permanente defensa de derechos laborales, derechos humanos, derechos civiles y causas sociales. Se desempeñó como defensora ciudadana de la Municipalidad de Rancagua, donde consiguió importantes fallos a favor de trabajadores de distintas empresas. También fue abogada de la Municipalidad de Coltauco y de la Defensoría Laboral de la Región de O'Higgins, entre 2011 y 2014. Especialista en derecho laboral y políticas públicas, representó al Colegio de Matronas de Chile ante el Tribunal Constitucional en defensa del proyecto de la despenalización del aborto en tres causales, en 2017.

### Carrera política
En marzo de 2014, Riquelme (entonces militante de la DC) fue presentada por la Intendente de la Región de O'Higgins Morín Contreras como la nueva Seremi de Justicia en la región. Sin embargo, el mismo día que le tocaba asumir su cargo, anunció su renuncia, aludiendo que se encontraba con un sumario en la Contraloría Regional iniciado durante el primer gobierno de Sebastián Piñera, el que calificó como «injustificado», señalando en redes sociales: «más temprano que tarde se demostrará esta injusticia, lo sé, pero lamento no haber podido representar a quienes soñábamos este sueño». Sobre el motivo del sumario, Riquelme más tarde explicó: «en mi último trabajo [Defensoría Laboral de Rancagua] sufrí hostigamiento, burlas homofóbicas; me prohibieron tener fotos de mis hijos en el escritorio. Por eso en octubre pasado tuve una licencia por estrés laboral; el mismo día que salí con licencia abrieron ese sumario».
En las elecciones de convencionales constituyentes de Chile de 2021 se presentó como candidata independiente a la Convención Constitucional, por el Distrito 15 (Codegua, Coinco, Coltauco, Doñihue, Graneros, Machalí, Malloa, Mostazal, Olivar, Quinta de Tilcoco, Rancagua, Rengo y Requínoa). Si bien obtuvo la segunda mayoría del distrito, con más de 15 mil votos, no logró salir electa, pues se presentó como candidata sin pertenecer a ninguna lista de independientes.
Para las elecciones parlamentarias del mismo año, se presentó como candidata independiente en cupo de Convergencia Social, formando parte del pacto Apruebo Dignidad, obteniendo 11.493 votos (5.79%), resultando electa como diputada por el mismo distrito para el periodo 2022-2026. Se transformó, a su vez, en una de las primeras mujeres abiertamente lesbo/bisexuales en llegar al Congreso Nacional, junto a Camila Musante y María Francisca Bello.
En mayo de 2023 se une al partido Frente Amplio, formado a partir de la fusión entre Convergencia Social y Revolución Democrática. En noviembre de 2024, renunció a su militancia en dicho partido.
En agosto de 2025 inscribió su candidatura a diputada por el distrito 15 en las elecciones parlamentarias de ese año, esta vez como candidata independiente en cupo del Partido Radical, dentro del pacto Unidad por Chile.

### Vida personal
Marcela Riquelme se hizo conocida en 2014 porque su hijo, Alexis Castillo, obtuvo puntaje nacional en Matemáticas en la PSU del año anterior, siendo notable la composición de su familia homoparental. Su pareja es Marcela Miranda, profesora de Educación Física, madre biológica de Alexis y su otra hija, Sofía. En julio de 2015, esta pareja se trató además de la primera pareja homosexual de la Región de O’Higgins en solicitar hora para firmar el Acuerdo de Unión Civil, recientemente promulgado por ley; concretaron su unión civil el 21 de noviembre de ese año.

## Controversias
En noviembre de 2024, Marcela Riquelme fue denunciada por abuso sexual ante el Tribunal Supremo de su partido, el cual decidió suspender su militancia. Más tarde, Riquelme presentó su renuncia al Frente Amplio, señalando falta de apoyo desde su directiva regional, y se autodenunció ante el Ministerio Público, en sus palabras, «para que la denuncia esté donde tiene que estar».

## Historial electoral
| Año  | Tipo                          | Territorio    | Pacto            | Partido | Votos  | %    | Resultado |
| ---- | ----------------------------- | ------------- | ---------------- | ------- | ------ | ---- | --------- |
| 2021 | Convencionales constituyentes | 15.º distrito | Independiente    | Ind.    | 15 360 | 8.49 | No electa |
| 2021 | Parlamentarias                | 15.º distrito | Apruebo Dignidad | Ind.-CS | 11 494 | 5.79 | Diputada  |